# Huildore, Sira
Huildore là một làng thuộc tehsil Sira, huyện Tumkur, bang Karnataka, Ấn Độ.